# 8116 Жанперрен
8116 Жанперрен (8116 Jeanperrin) — астероїд головного поясу, відкритий 17 квітня 1996 року.
Тіссеранів параметр щодо Юпітера — 3,606.